# Steven Segaloff
Steven C. Segaloff (* 21. Juli 1970 in New Haven, Connecticut) ist ein ehemaliger US-amerikanischer Steuermann.

## Karriere

### Sportlich
Steven Segaloff war der Steuermann des US-amerikanischen Achters, der 1994 Weltmeister wurde und im Jahr zuvor und danach jeweils WM-Bronze gewann. Des Weiteren gewann Segaloff bei den Panamerikanischen Spielen 1995 Gold mit dem Achter sowie mit dem Vierer mit Steuermann. Er nahm bei den Olympischen Sommerspielen 1996 in Sydney im Achter teil, wo er den fünften Rang belegte.

### Beruflich
Steven Segaloff besuchte die Cornell University, wo er im Ruder-Team der Universität aktiv war. Später besuchte er bis 2000 die University of Chicago Law School und wurde Juris Doctor. Von 2000 bis 2004 war er Gesellschafter bei Cravath, Swaine & Moore und wurde später Vizepräsident und Chefsyndikus von National Financial Partners. Von 2006 bis 2013 war Segaloff stellvertretender Chefsyndikus bei Plainfield Asset Management und von 2013 bis 17 Chefsyndikus bei Genesys Global. Im November 2017 gründete Segaloff zusammen mit dem Mitbegründer Carl Sheldon seine eigene Firma Bellnote Partners LLC. 